# Porsche Carrera Cup Frankreich
Der Porsche Carrera Cup Frankreich bzw. Porsche Carrera Cup France ist eine französische Markenpokal-Rennserie von Porsche. In der seit 1991 ausgetragenen Meisterschaft werden einheitliche Rennwagen auf Basis des Porsche 911 eingesetzt.

## Historie
Mit dem Carrera Cup gründete Porsche 1991 seine zweite Markenrennserie in Frankreich. Vorher hatte Porsche von 1987 bis 1990 mit dem Porsche 944 Turbo Cup Frankreich bereits eine Markenmeisterschaft organisiert.
Der Porsche Carrera Cup France war nach dem Porsche Carrera Cup Deutschland der weltweit zweite gegründete Carrera Cup und übernahm vom deutschen Vorbild weitestgehend das Reglement.
Der Carrera Cup hat das Ziel eine Rennserie anzubieten, in der Profis, Amateure und Nachwuchsfahrer unter gleichen technischen Bedingungen gegeneinander antreten. In der Meisterschaft werden neben der Fahrer- und Teamwertung auch Sonderwertungen für Amateure und Nachwuchsfahrer ausgezeichnet.
In der Meisterschaft werden Preisgelder an die Fahrer und Teams vergeben. Die Höhe unterscheidet sich anhand der Wertung und der Platzierung im Rennen bzw. in der Meisterschaftsplatzierung.

### Reglement
Der Porsche Carrera Cup France wird von ORECA organisiert und unterliegt dem sportlichen und technischen Reglement des FFSA. Alle gemeldeten Fahrer müssen mindestens eine Internationale Lizenz C oder höher besitzen, um in der Serie starten zu dürfen.
Für jedes beendete Rennen erhalten klassifizierte Fahrer Punkte, die in der Meisterschaftswertung gezählt werden. Dabei werden die Fahrer in die Klassen Pro (Profi), ProAm (professioneller Amateur) und Am (Amateur) unterteilt. Nachwuchsfahrer erhalten eine zusätzliche Rookie-Sonderwertung. Die Fahrerpunkte eines Teams werden zur Teamwertung gezählt.
| zurückgelegte Distanz | vergebene Punkte |
| --------------------- | ---------------- |
| ab 75 %               | 100 %            |
| ab 50 %               | 50 %             |
| weniger als 50 %      | keine            |

Bei vorzeitigem Rennabbruch werden, abhängig von der zurückgelegten Distanz, nur die halbe Punktzahl oder keine Punkte vergeben (siehe Tabelle).
Alle Fahrer setzen technisch übereinstimmende Rennwagen ein, die für die jeweilige Rennsaison freigegeben sind. Die Fahrzeuge werden von Porsche produziert und entsprechen den technischen Reglements der FIA (Anhang J) der FFSA. Es sind Einheitsreifen von Michelin für alle Teilnehmer vorgeschrieben.
Die Einhaltung der technischen Vorgaben wird von Technischen Kommissaren vor dem Rennen bei der Abnahme und durch Stichproben nach dem Rennen überwacht.

### Austragungsorte und Rennablauf
Die Rennen werden in der Regel zusammen mit anderen Rennserien durchgeführt. Der Carrera-Cup-Rennkalender setzt sich aus Rennen gemeinsam mit der Französischen FFSA-GT-Meisterschaft, des Blancpain GT Series Endurance Cup, der FIA-Langstrecken-Weltmeisterschaft (WEC) oder der DTM zusammen. Die Rennen finden in Frankreich und im benachbarten Ausland wie z. B. Belgien statt.
An einem Rennwochenende werden zwei Rennen gefahren. Es findet stets am Freitag das 40-minütige freie Training statt. Am Samstag ist das Qualifying über 20 Minuten je Rennen. Jeweils ein Sprintrennen über 30 Minuten wird am Samstag und Sonntag gefahren.

## Punktesystem
In der Gesamtwertung, der Rookie-Wertung und in den Amateurwertungen ProAm und Am werden an die ersten 15 klassifizierten Fahrer Punkte in folgender Anzahl vergeben. Gaststarter sind nicht punkteberechtigt. Nachfolgend klassifizierte Fahrer rücken entsprechend der Punktevergabe auf:
| Platz  | 1. | 2. | 3. | 4. | 5. | 6. | 7. | 8. | 9. | 10. | 11. | 12. | 13. | 14. | 15. |
| Punkte | 25 | 20 | 17 | 14 | 12 | 10 | 9  | 8  | 7  | 6   | 5   | 4   | 3   | 2   | 1   |

Zusätzlich erhalten die Fahrer in der Gesamtwertung, der ProAm-, der Am- und der Rookiewertung einen Punkt für die Pole-Position und der schnellsten Runde in der jeweiligen Wertung.
Bei der ProAm- und bei der Am-Wertung werden nur die zehn besten Platzierungen gewertet. Die schlechtesten Ergebnisse werden gestrichen (Streichresultat).

## Fahrzeuge

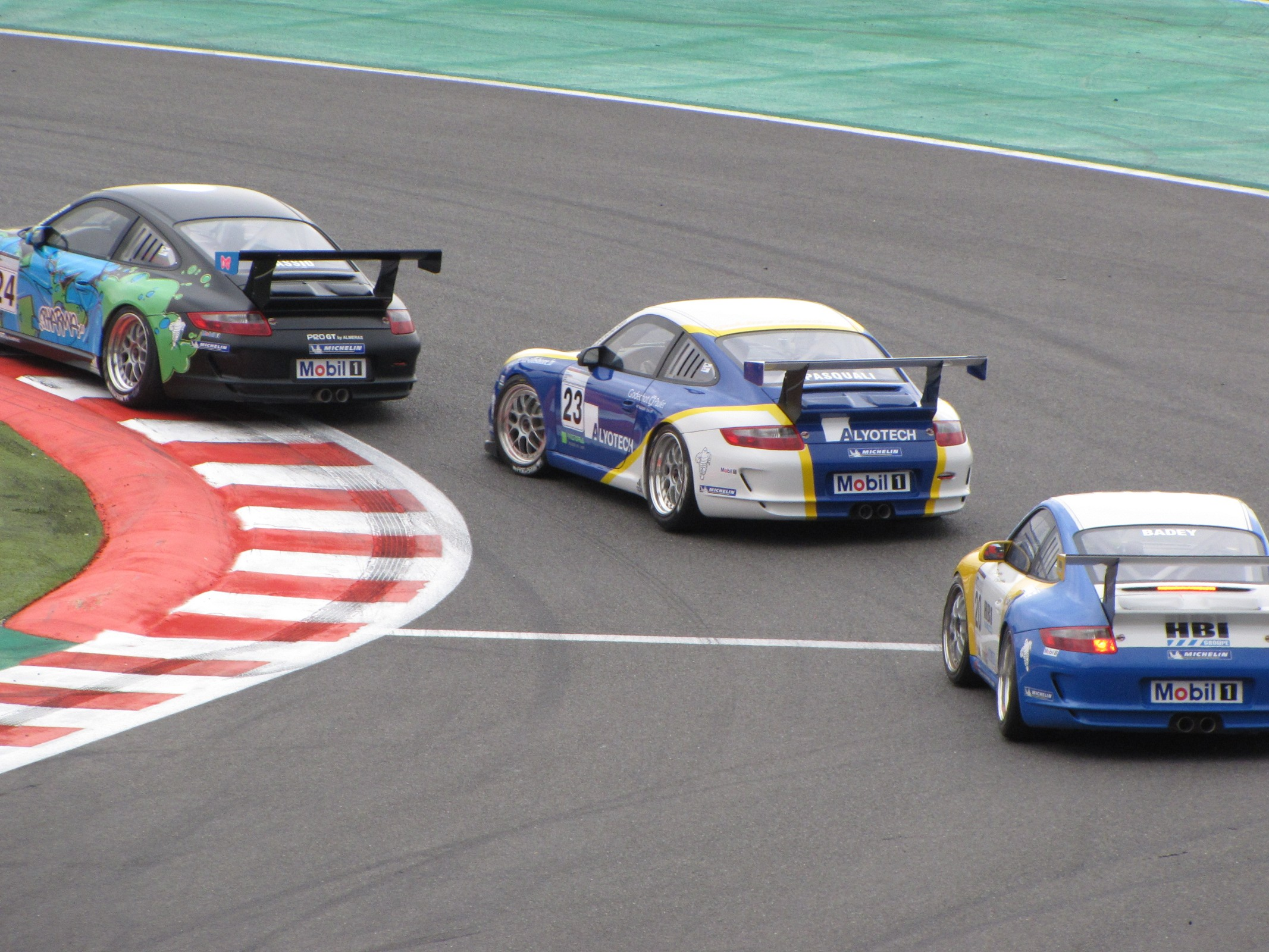
Drei Porsche 911 GT3 Cup Typ 997 während des Rennens in Spa-Francorchamps 2010.

Im Porsche Carrera Cup werden seit der Gründung ausschließlich Rennwagen eingesetzt, die auf Basis des Porsche 911 entstehen. Die Rennwagen werden vom jeweils aktuellen Serienmodell abgeleitet entwickelt.
Dazu gehören der Aufbau der Karosserie mit leichten Materialien und Komponenten zur Gewichtsreduktion (wie Dünnglas, Aluminium- und CFK-Teile) und Erhöhung des Fahranpressdrucks (wie Front- und Heckflügel, Unterbodenverkleidung), Einbau eines Sicherheitskäfigs, Motorsportsitzes und 6-Punkt-Gurtes zum Schutz des Fahrers, Einbau eines Sicherheitstanks und einer Feuerlöschanlage, Einbau eines Motorsportfahrwerks, mit dem die Fahrzeughöhe, Feder- und Fahreigenschaften individuell eingestellt werden können, sowie eines gegenüber dem Serienmodell leistungsgesteigerten bzw. standfesteren Motors.
Seit 1998 werden alle für diese Rennserie gebauten Wagen als 911 GT3 Cup vermarktet.

## Ergebnisse
In den bisher ausgetragenen Markenpokal-Meisterschaften gewannen folgende Fahrer die Fahrerwertung:
| Jahr | Fahrer              |
| ---- | ------------------- |
| 1991 | Jean-Pierre Malcher |
| 1992 | Dominique Dupuy     |
| 1993 | Dominique Dupuy     |
| 1994 | Christophe Bouchut  |
| 1995 | Christophe Bouchut  |
| 1996 | Christophe Bouchut  |
| 1997 | Dominique Dupuy     |
| 1998 | Dominique Dupuy     |
| 1999 | Dominique Dupuy     |
| 2000 | Christophe Bouchut  |

| Jahr | Fahrer              |
| ---- | ------------------- |
| 2001 | Philippe Gache      |
| 2002 | Sébastien Dumez     |
| 2003 | Sébastien Dumez     |
| 2004 | James Ruffier       |
| 2005 | Anthony Beltoise    |
| 2006 | Anthony Beltoise    |
| 2007 | Patrick Pilet       |
| 2008 | Anthony Beltoise    |
| 2009 | Renaud Derlot       |
| 2010 | Frédéric Makowiecki |

| Jahr | Fahrer           |
| ---- | ---------------- |
| 2011 | Kévin Estre      |
| 2012 | Jean Karl Vernay |
| 2013 | Gaël Castelli    |
| 2014 | Côme Ledogar     |
| 2015 | Maxime Jousse    |
| 2016 | Mathieu Jaminet  |
| 2017 | Julien Andlauer  |
| 2018 | Ayhancan Güven   |
| 2019 | Ayhancan Güven   |
| 2020 | Jaxon Evans      |

| Jahr | Fahrer            |
| ---- | ----------------- |
| 2021 | Marvin Klein      |
| 2022 | Marvin Klein      |
| 2023 | Dorian Boccolacci |